# Ángel Diego Márquez
Ángel Diego Márquez (Buenos Aires, 12 de noviembre de 1923 - Córdoba, 30 de diciembre de 2001) fue un maestro Normal y Pedagogo del siglo XX de reconocimiento internacional, Profesor de Filosofía y Ciencias de la Educación y Doctor en Ciencias Pedagógicas por la Universidad Libre de Bruselas.  Trabajó en todos los niveles del sistema educativo argentino; fue funcionario de la UNESCO, fundó el Instituto de Educación del Centro de la República, INESCER de Villa María, provincia de Córdoba, República Argentina; el cual desde el año 2006 lleva su nombre. Fue también un referente internacional en Educación Comparada.

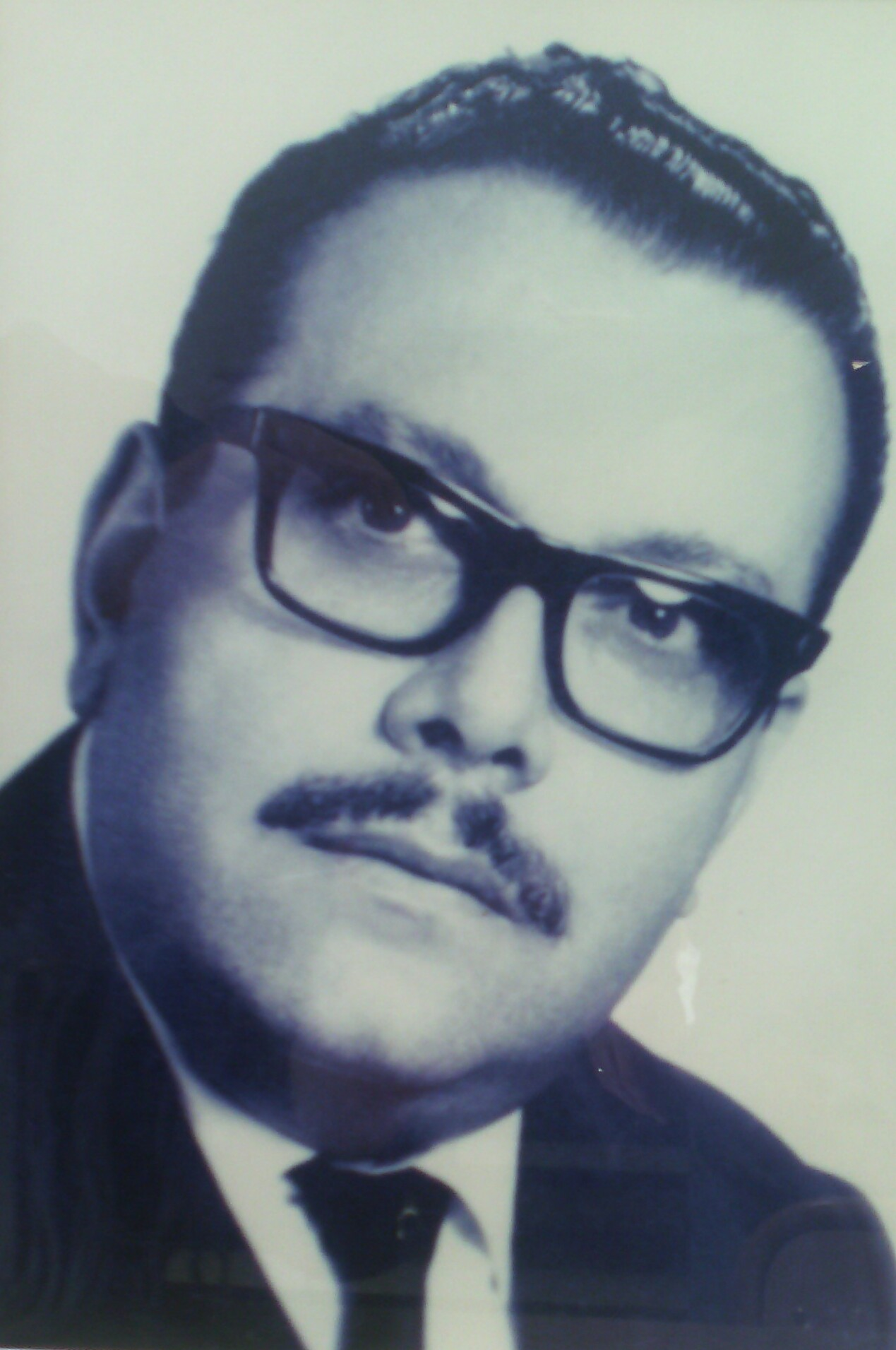
Foto de Ángel Diego Márquez

## Biografía
Nació en la ciudad de Buenos Aires el 12 de noviembre de 1923. Se desempeñó como docente y directivo en los niveles Primario, Medio y Superior del Sistema Educativo argentino. Fue profesor en Universidades argentinas, latinoamericanas y europeas (centros educativos de Venezuela, Brasil, Panamá, Chile, Guatemala y Francia). Como así también director del Instituto Secundario Bernardino Rivadavia entre 1950 y 1952. En 1955 fue designado interventor de este instituto y de la escuela Normal Víctor Mercante. Durante su desempeño en esta institución conoció a quien sería su compañera de vida y estrecha colaboradora en su accionar educativo, la Dra. Encarnación Sobrino quien junto al Dr. Márquez se convirtió en una referente educativa de gran reconocimiento por su labor investigativa en la región.Posteriormente, el Dr. Ángel D.Márquez fue funcionario de la UNESCO durante más de 20 años. Después del retorno de la Democracia, se radicó en Villa María, Córdoba, República Argentina. Allí encabezó el equipo que fundó el Instituto de Educación Superior del Centro de la República -INESCER- que desde el año 2006 lleva su nombre. El 30 de diciembre de 2001 fallece como consecuencia de una enfermedad coronaria en la ciudad de Córdoba. Sus restos descansan en el cementerio Parque La Naturaleza en la ciudad de Villa Nueva. Sus ideales pedagógicos siguen presentes en la Institución educativa que creó y su recuerdo está presente en docentes que lo conocieron, así como en egresados que fueron sus alumnas y alumnos que continúan, junto a actuales integrantes del Inescer, todos los 29 de mayo sosteniendo el principio de la Educación pública, popular y participativa

## Formación profesional
Maestro Normal
Profesor de Enseñanza Secundaria, Normal y Especial en Filosofía y Ciencias de la Educación egresado de la Facultad de Humanidades y Ciencias de la Educación de la Universidad Nacional de la Plata.
Doctorado en Ciencias Pedagógicas. Universidad Libre de Bruselas, Bélgica. Escuela de Ciencias Psicológicas y Pedagógicas. Tesis de Doctorado: "Bases para una Didáctica Renovada del Ciclo Medio". (Presentación en enero de 1961).

## Becas
Becario de la Unesco para la realización de estudios en Europa (Francia y Bélgica).
Becario de la Fundación Fulbright para la realización de estudios en Puerto Rico y Estados Unidos de América.

## Distinciones
- Miembro Honorario de la Academia Ecuatoriana de Educación (6 de octubre de 1978).
- Representante Exterior en el Consejo de la Unidad de Enseñanza e Investigación en Ciencias de la Sociedad (Ciencias Políticas, Economía Política, Derecho, AES, Ciencias de la Educación). Universidad de París VIII. Francia. Marzo 1981.
- Mención especial atribuida al libro de Ángel D. Márquez "La Quiebra del Sistema Educativo Argentino" (Editorial Coquena) en el concurso Premio VI Jornadas de Educación Edición 1995. 22º Exposición Feria Internacional de Buenos Aires. El Libro -del Autor al Lector. Abril 1996.

## Su pedagogía
Manifestó siempre un gran interés por la participación comunitaria y apostó a la creación de una educación popular que surgiera de una construcción colectiva respaldada con recursos enriquecedores que permitieran el debate y la discusión.
Su postura ideológica y política le llevó a concebir a la educación como un derecho y como una institución propia de la sociedad, por lo que se distanció y analizó críticamente el neoconservadurismo de los ‘90 que no atendía las problemáticas educativas y que perjudicaban a la mayoría de la población. Consideraba que el Estado debía ser el responsable de brindar Educación de calidad y a todos los sectores sociales.
“Cuando hablamos de educación popular nos referimos a la educación del pueblo, la educación que tiene como destinatario a las masas populares. Ella se contrapone a la educación cuya finalidad es educar a las élites o a los grupos privilegiados.” (Márquez, 1995: 36)
Su ideal pedagógico se orientaba a consolidar una sociedad que tuviera plena conciencia de los problemas sociales que, de una u otra forma, influyen en las escuelas.
Su aspiración fue fundar un Instituto que ofreciera novedosas y diversas posibilidades educativas de Nivel Superior a las ciudades de Villa María y de Villa Nueva, así como a la zona de influencia de ambas. Asimismo, consideraba de suma importancia la oferta de educación permanente, perfeccionamiento docente y la revalorización de las culturas populares.
Todos estos principios pudo llevarlos a la práctica a partir de la realización de un sueño; la Fundación del Instituto de Educación Superior del Centro de la República en la ciudad de Villa María, Córdoba. 
“La lucha por la educación popular, con la que nos sentimos profundamente comprometidos, exige vivir plenamente la pasión de la utopía….” (Márquez, 1995: 356)
Fue reconocido a nivel internacional como especialista en educación comparada. Así lo consideró Norberto Fernández Lamarra, presidente de la Sociedad Argentina de Estudios Comparados en Educación,  en su trabajo como coautor de La educación comparada en América Latina: situación y desafíos para su consolidación académica, artículo publicado en la Revista Española de Educación Comparada del 2005 Textualmente los autores manifestaban:  “El aporte de Márquez trascendió la perspectiva teórico-metodológica de la educación comparada y adquirió la dimensión ética del compromiso del «intelectual crítico» gramsciano…”.  Fundamentaban esta afirmación con un párrafo del propio Márquez en su libro Educación comparada: teoría y metodología. Allí el pedagogo escribió:
“La educación comparada debe estar puesta al servicio del cambio (...) El comparatista debe tener siempre presente que todo cambio que se opere en un sistema, aún en el aspecto más particular, no puede desvincularse del cambio de la estructura económica, social y política y de la superestructura constituida por lo cultural –en su sentido antropológico, ideológico y psicosocial- sin olvidar como afirma Vasconi, que la educación constituye con todo su aparato institucional, un fenómeno de superestructural.”

## Creación del INESCER (ahora Iescer)
Márquez lideró un proyecto educación, en la ciudad de Villa María, que primero creó la FUNDACER que nucleó organizaciones de esta localidad y la vecina Villa Nueva y fundó el Instituto de Educación Superior del Centro de la República (Inescer) “Dr. Angel Diego Márquez”. Institución que tuvo reconocimiento oficial el 29 de mayo de 1987. Márquez fue además el primer rector, cargo que ocupó hasta 1991. El objetivo de la nueva institución fue generar una oferta de carreras terciarias que aportaran el acceso a la educación terciaria en Villa María. Con el tiempo se convirtió en una prestigiosa entidad académica que honran centenares de egresados en sus distintas carreras. En la actualidad depende de la Dirección General de Educación Superior del Ministerio de Educación de la Provincia de Córdoba. 
En los últimos años, bajo la dirección de Mónica Pérez Andrada, el ahora denominado IESCER, mantiene un clima institucional complicado siendo escenario de denuncias contra las autoridades del instituto por violencia laboral y demás. Hay causas cursando en la justicia ordinaria y, también, dentro del propio Ministerio de Educación de la Provincia de Córdoba. 
La misma directora del IESCER, Mónica Pérez Andrada, junto a Mercedes Civarolo, publicaron, en 2025, el libro “La metáfora en el vuelo del pensamiento infantil” de Ediciones Morata. 
Las publicaciones de la doctora en pedagogía y directora de la institución no lograron acallar las voces de quienes ven una contradicción entre los principios que fijó Márquez y la realidad actual del IESCER (antes INESCER). Un ejemplo es lo publicado por quienes participaron, junto a Márquez en los inicios de la institución. 

## Artículos y publicaciones desarrollados durante su estancia en la UNESCO
- Thinkers on education, v. 1; Prospects: quarterly review of education.[8]
- Bibliografía sobre construcciones escolares y equipamiento educativo.[9]
- Les enseignants.[10]

- Planificación de la educación: Brasil - (misión); informe semestral[11]

## Otras publicaciones y libros
- Márquez, A. D. & Labeau, G. (1960). Revue belge de psychologie et de pédagogie. Tome XXII. N°89. Bruxelles: Fondation Universitaide de Bélgica
- Márquez, A. D. (1963). Bases para una didáctica renovada del ciclo medio. Paraná: Facultad de Ciencias de la Educación. P. 373
- Márquez, A. D. (1963). Didáctica y psicología.  La guía del aprendizaje. Paraná, Entre Ríos Facultad de Ciencias de la Educación. Universidad Nacional del Litoral.
- Márquez, A. D. (1967). Didáctica de las matemáticas elementales. La enseñanza de las matemáticas por el método de los números en color o método cuis naire (2° Ed.). Buenos Aires: El Ateneo. P. 167
- Márquez, A. D. (1983). Psicología y didáctica operatoria (2° Ed.). Buenos Aires: Hvmanitas. P. 128
- Márquez, A. D. (1995). La quiebra del Sistema Educativo Argentino. Buenos Aires: Libros del quirquincho. P. 366